# Nokia 6600
Nokia 6600 — смартфон від компанії Nokia, випущений у 2-му кварталі 2003 року. Один з перших смартфонів. У США модель була випущена модифікованою під назвою Nokia 6620. Пізніше (2008 рік) Nokia випустила ще 2 моделі з такою назвою — 6600 Slide та 6600 Fold
У 2007 році Nokia припинила виробництво телефонів 6600. Протягом усього часу випуску моделі було продано 150 мільйонів одиниць, що зробило його одним із найуспішніших телефонів в історії.

## Характеристики
Технічні:

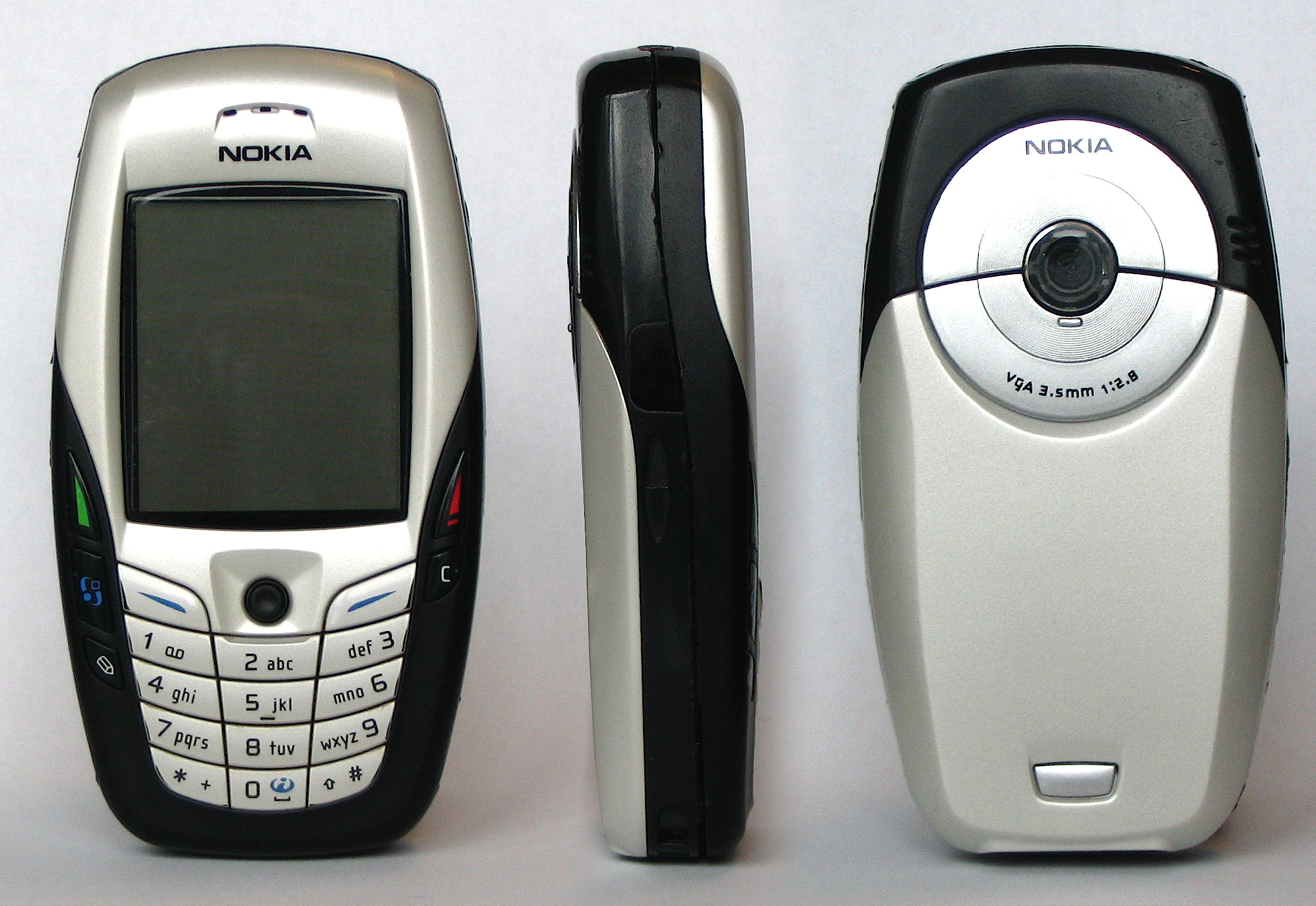
Nokia 6600 спереду, збоку і ззаду

- Екран TFT, 65536 кольорів 176x208 пікс. 54,8 мм, 35 × 41 мм, підтримує до 8 строк тексту та 1 службову.
- Операційна система Symbian OS 7.0 (Series 60 s60v2)
- Процесор ARM5 104 МГц
- Тип процесору NHL-10, 32-bit RISC CPU
- Енергонезалежна пам'ять 6 мб
- Оперативна пам'ять 10 мб
- Карта пам'яті MMC підтримується до 1 Гб
- Java MIDP 2.0
- Мережі та стандарти 2-2,5G (GSM 900, GSM 1800, GSM 1900, GPRS class 6 (3down + 2up, 4max). EDGE немає, HSCSD), Wap
- Інтерфейси: IrDA, Bluetooth 1.0
- Акумулятор Li-ion 3,7 V, 970 mAh, (BL-5C) (комплектація)[3]

Розміри:
- Розмір 109 × 58 × 24 мм
- Вага 125 г
- Об'єм 113 см³
- Форма моноблок
- Обмін повідомленнями:

SMS, EMS, MMS, поштовий клієнт, Т9
Камера, формати відтворення даних:
- Фото-Камера 640 × 480 (0,3 Мп) (VGA), є 2-кратний зум.
- Підтримка відео: (QCIF (176 × 144)) запис зі звуком до 10 с (вбудованою програмою запису).
- Підтримка форматів: jpg, gif, rar/zip (при наявності архіватор-програми), midi, wav, mp3, mp4, AAC, OGG, AMR, doc, xls (при наявності офісного пакета), відео 3GP, QCIF, subQCIF, при встановленні додаткових кодеків — можливо переглядати avi, mp4, mov, та інші формати відео, але у відформатованому під апаратні можливості телефону[5].

Додаткові опції:
1. Органайзер
2. Календар
3. Java і Symbian програми/іграшки: (MIDP 2.0) і .sis, також можливо встановити емулятор «Dendy» або «Sega».
4. У кожній програмі є можливість вибору мови, незалежно від мови меню/системи.
5. Калькулятор з графічними кнопками, якими дуже зручно керувати за допомогою джойстика.
6. Конвертер валют. Курси заповнюються вручну (оновлення через інтернет відсутнє).
7. Диктофон. Час запису лімітується тільки об'ємом картки пам'яті.
8. Гаманець. Стандартна опція для зберігання приватної інформації, наприклад, паролів доступу або номерів банківських карток. Данні захищаються паролем[6].

Інше:
- Антена вбудована.
- SAR 0,8 Вт/кг.
- Поліфонія 24-голоси.

Недоліки:
- Відтворення МР3 тільки в моно.
- Без додаткових програм неможливо встановити МР3, як мелодію дзвінка.
- Відсутність FM-приймача.
- Дуже мала оперативна пам'ять, та пам'ять самого пристрою.
- Немає USB-порту, тому синхронізація з ПК можлива тільки бездротовим шляхом (IrDA, Bluetooth)
- Немає можливості гарячої заміни картки пам'яті[7].

## Телефон у кіно
Телефон мав значну популярність та часто фігурує в низці фільмів та телесеріалів.
- 2004 «Стільниковий» (англ. Cellular) актор Кріс Еванс, послуговується Nokia 6600, впродовж усього фільму та використовує різноманітні функції даної моделі.
- 2004 «Сріблястий яструб» (англ. Silver Hawk).
- 2005 «Перевізник-2» (англ. Transporter 2).
- 2007 «Жнець» (англ. Reaper) головний герой серіалу користується 6600.
- 2008 «Аамір» (гінді आमिर).
- 2008 «Викрадення» (гінді किडनैप) актор Імран Хан (гінді इम्रान ख़ा, англ. Imran Khan) користується даною моделлю.